# 市井昌秀
市井 昌秀（いちい まさひで、1976年4月1日 - ）は、日本の映画監督。富山県射水市出身。妻は女優の市井早苗（旧：今野早苗）。

## 来歴・人物
富山県立富山中部高等学校、関西学院大学卒業。漫才グループ「髭男爵」の元メンバー で、大学在学中からお笑い芸人を目指して活動していた。「髭男爵」以前には笑い飯の哲夫とのコンビ「スキップ」の初代ツッコミを担当していた。東京NSC3期生だが、中退している。
その後、劇団東京乾電池の研究生を経て、映画学校のENBUゼミナールに入学し映画製作を学ぶ。2004年にゼミナールを卒業、その後の長編2作が立て続けに映画祭の賞を受賞し注目を集める。
2019年、妻の早苗との共同名義「市井点線」で小説『台風家族』を発表し、5月22日にキノブックスより発売。なお、同作品は同年6月に自身が監督・脚本を務めた映画版が公開予定だったが、出演俳優の新井浩文が2月に強制性交罪で起訴された影響で公開が延期された。映画版の公開自体が危ぶまれたものの、同年9月より期間限定での公開となった。

## 監督作品・受賞歴

### 映画
- 房総（2004年/DV/カラー/25分）
- 隼（2005年/DV/カラー/73分）

第28回ぴあフィルムフェスティバル（2006年）準グランプリ&技術賞
香港アジア映画祭（2007年）コンペティション部門「New Talent Award」グランプリ
- 無防備（2007年/HD/カラー/88分、エスピーオー）

第30回ぴあフィルムフェスティバル（2008年）グランプリ＆技術賞＆Gyao賞
第13回釜山国際映画祭（2008年）新人監督作品コンペティション部門最高賞（ニュー・カレンツ・アワード）
第59回ベルリン国際映画祭 フォーラム部門正式出品
- あの女はやめとけ（2012年9月22日、ENBUゼミナール）
- 箱入り息子の恋（2013年6月8日、キノフィルムズ）

第54回日本映画監督協会新人賞
- 僕らのごはんは明日で待ってる（2017年、アスミック・エース） - 監督・脚本[8]
- ハルチカ（2017年、KADOKAWA） - 監督[9]
- 台風家族（2019年、キノフィルムズ） - 監督・脚本[4]
- 犬も食わねどチャーリーは笑う（2022年9月、キノフィルムズ・木下グループ） - 監督・脚本

### テレビドラマ
- ドラマW 十月十日の進化論（2015年3月28日、WOWOW）

第52回ギャラクシー賞 奨励賞
平成27年日本民間放送連盟賞 テレビドラマ部門 優秀賞
東京ドラマアウォード2015 単発ドラマ部門・優秀賞
- サウナーマン〜汗か涙かわからない〜（2019年8月26日 ‐ 11月11日、ABCテレビ） ‐ 監督・脚本

### PV
- 33人のクリエーター×乃木坂46・高山一実×市井昌秀「進路指導」（2012年2月22日、乃木坂46シングル「ぐるぐるカーテン」TypeA に収録）